# アレックス・パウロ・メネゼス・サンターナ
アレックス・サンターナ（Alex Santana）ことアアレックス・パウロ・メネゼス・サンターナ（ポルトガル語: Alex Paulo Menezes Santana、1995年5月13日 - ）は、ブラジルのサッカー選手。ポジションはMF。

## クラブ歴
パウリスタFCの下部組織からSCインテルナシオナルの下部組織に移り、2013年10月11日の試合でオタヴィオに代わって投入され選手初出場となった。2016年にクリシューマECとグアラニFCに期限付き移籍。2017年の前半と2018年にパラナ・クルーベに期限付き移籍した。
2019年にボタフォゴFRに完全移籍した。
2020年7月23日、PFCルドゴレツ・ラズグラドに完全移籍、移籍金は75万ユーロと推定された。契約に際して「UEFAチャンピオンズリーグに出場するために来た。」と公言した。8月23日に移籍後初得点を記録して以降、主力として活躍した。
2022年7月28日にアトレチコ・パラナエンセに完全移籍した。